# Bondage japonais
 (septembre 2016).
Le bondage japonais (緊縛, kinbaku, « bondage ») ou kinbaku-bi (緊縛美, « magnifique bondage ») est un type de bondage (sexuel ou non) japonais qui peut entrer dans le cadre de jeux BDSM. Il implique d'entraver la personne attachée en utilisant des figures géométriques pré-définies à l'aide d'une cordelette habituellement de 4 à 6 millimètres de diamètre, faite de chanvre ou de jute.
Le mot shibari (縛り) signifiant « attaché, lié », utilisé au Japon pour décrire l'art de ficeler les colis, est devenu l'appellation la plus courante, dans les années 1990, en Occident, pour désigner l'art du bondage kinbaku.

## Historique
Il est établi que le bondage japonais moderne puise largement[évasif] ses origines dans la société japonaise médiévale[réf. nécessaire] ; l'utilisation du ligotage militaire sous toutes ses formes remonte au moins au XVe siècle ; le kinbaku y était pratiqué tant comme châtiment corporel que comme technique de capture et d'arrestation. Dans ce contexte, il se nommait hojōjutsu. Les spécialistes de ces techniques étaient nommés nawashi. Les nobles et les samouraïs ne pouvaient être entravés que selon des codes et par des personnes spécifiques, afin de ne pas attenter à leur honneur[réf. nécessaire].

### Période sanglante de Sengoku
L'époque Sengoku est l'époque la plus noire qu'ait connu le Japon. Elle reste gravée dans les mémoires pour les tortures cruelles alors infligées à l'aide du feu, de couteaux, de tatouages, etc. À cette époque, la société japonaise subit une période de guerres civiles complexes qui prend fin avec l'établissement du shogunat des Tokugawa en 1603. Ces époques de conflits entrecoupées de courtes périodes de paix sont propices au développement des techniques de capture.

### Période Edo
À la suite du retour à la paix (1600) et de la mise en place du shogunat Tokugawa en 1603, les techniques de capture perdent en importance et évoluent vers des techniques d'arrestation et de contrôle. L'usage du ligotage en tant que torture se développe par ailleurs. Le Japon de cette période est fondé sur un ordre social rigide. De sévères codes de lois sont établis.
Dans ce contexte, la technique appelée hojōjutsu, torinawa-jutsu ou hobaku-jutsu se développa. Le hobaku-jutsu est l'art martial spécifique employé pour attraper et immobiliser des criminels ou des prisonniers. Les techniques de maniement de la corde pour immobiliser un prisonnier se perfectionnent et se ritualisent. Chaque village a sa propre méthode.
Un criminel/prisonnier peut être attaché/suspendu en public, surtout s'il s'agit d'un châtiment judiciaire, et tout observateur peut dire par la façon dont le criminel ou le prisonnier est attaché/suspendu et par le modèle de corde employée, quelle est sa classe sociale et le crime qu'il a commis. Le sexe, l'âge et la profession de la victime sont, de même, déterminants pour les techniques de ligotage utilisées.
Deux supplices de l'époque reposent sur l'usage du ligotage. Dans le premier, des liens très serrés créent des points de compression infligeant de graves et irréversibles séquelles ; le second est la suspension qui dure parfois plusieurs jours. L'issue de ces deux châtiments est en général la mort.
En 1742, sous le shogunat Tokugawa, le gouvernement promulgue une loi interdisant certains crimes ou punitions[précision nécessaire]. On trouve parmi ceux-ci les peines de travaux forcés, l'esclavage, l'exil, la peine de mort, etc., ainsi que quatre types de tortures : la peine du fouet, l'écrasement d'une partie du corps sous une lourde pierre, le ligotage serré du corps à l'aide de cordes, la suspension par ce même moyen.
L'utilisation du kinbaku comme pratique érotique pendant cette période est très discrète. Cependant des écrits issus de familles nobles ont clairement renseignées sur ce genre de pratique au sein de leur famille.

### Bondage japonais moderne

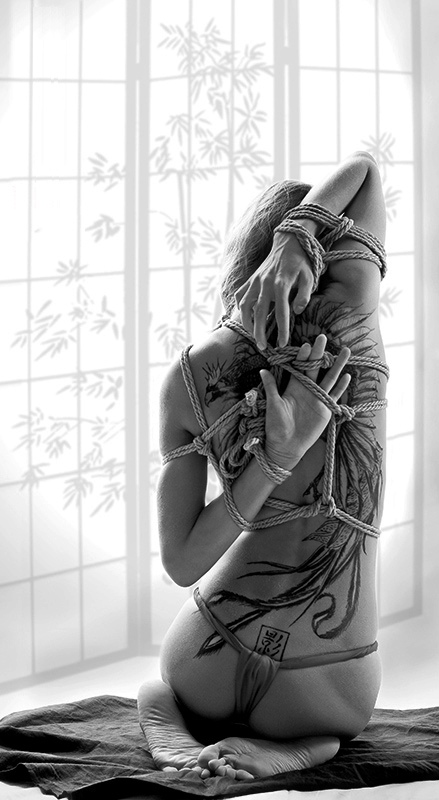
Shibari, l'art de Nawashi Shadow.

À la fin de la période d'Edo, quelques images érotiques japonaises apparaissent, où l'usage de la corde est enfin représenté. Si cet usage érotique a pu exister avant, on ne le connaît en tout cas dans aucun sens historique : seuls des récits ou des légendes y font allusion. Ito Seiu, considéré comme le père du kinbaku, est le premier à faire des recherches sur l'hojōjutsu dès 1908 et à l'introduire en tant qu'art. Le kinbaku ne devient réellement populaire dans les revues spécialisées qu'à partir des années 1950, peut-être sous l'influence de John Willie, photographe fétichiste et artiste du bondage. La tradition du bondage en tant qu'art ne se développe au Japon qu'à partir des années 1960.
Si les usages judiciaires du kinbaku ont disparu, plusieurs de ces techniques sont cependant à la base de l'utilisation moderne du ligotage sous ses formes érotiques. Le bondage sexuel ou de loisir est de loin plus mesuré et beaucoup de précautions sont prises pour éviter des blessures.

## Techniques

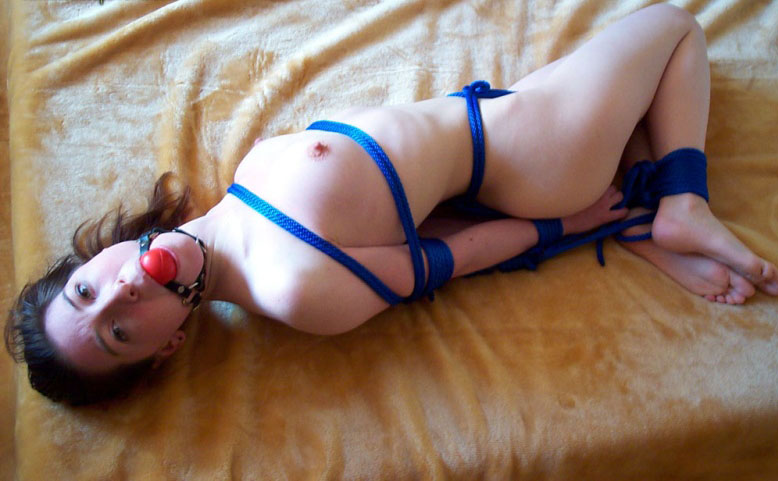
Modèle en position de hog-tie. Les cordes passent de manière à bloquer le corps, en attachant les pieds proches des mains pour éviter que la personne puisse se déplacer.

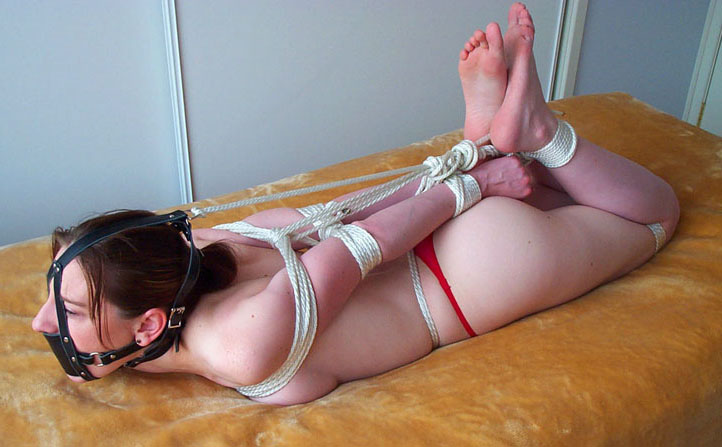
Modèle en position classique de hog-tie. La circulation sanguine est visiblement entravée aux membres supérieurs et inférieurs. Le masque permet de bâillonner la bondagette et d'y faire passer une corde qui bloque aussi la tête.

### Ligotage
Apparenté, à l'origine, aux arts martiaux, le ligotage ou kinbaku est initialement une méthode de torture dont les techniques diffèrent selon le rang du prisonnier (hojōjutsu). Il s'est transformé pour devenir une pratique érotique. Le fait de lier (shibari) exige une pratique sereine, progressive et complexe dont la lenteur permet au ligotage d'induire son plein effet. Progressif veut dire qu'il est possible de commencer en n'importe quel endroit du corps (poitrine, cuisses ou ventre) pour gagner peu à peu d'autres points et finir, éventuellement par une immobilisation complète dans une position donnée, par exemple la position en croix du ligoté connue sous le nom de hog tie.

### Hog-tieetball-tie
Les positions de hog-tie ou de ball-tie semblent très inconfortables. La personne attachée ne peut presque pas bouger et se trouve dans une position où tout mouvement est presque impossible. Elle peut uniquement et difficilement se déplacer sur le côté. Cette position a l'avantage de donner au sujet de fortes sensations. Si les cordes ont été bien placées, la position de hog-tie ou de ball-tie peut être maintenue longtemps. Le ligotage peut durer des heures chez certains sujets.
Pour supporter cette position, le modèle est de préférence nu ou habillé avec des vêtements proches du corps pour éviter que les cordes ne créent des plis, lesquels rendraient le ligotage inconfortable. La jupe est le vêtement idéal et préféré. Elle couvre une partie du corps et permet de bien attacher les jambes, même portée avec des collants. Elle est utilisée aussi par des hommes, car, en dehors de son aspect pratique, ces hommes recherchent la sensation de se sentir dominés. Le tout est souvent accompagné par un bâillon pour éviter que le/la soumis(e) puisse parler.

### Différences entre techniques occidentales et japonaises

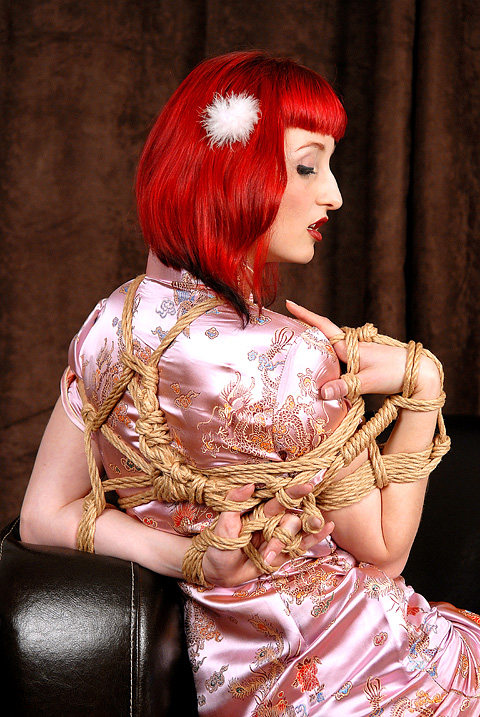
Shibari « made in France ».

Le bondage japonais diffère du bondage occidental par le fait qu'au lieu de simplement immobiliser le sujet ou de pratiquer sur lui certaines contraintes, les techniques de shibari ajoutent à cette notion de base un point de vue esthétique (voire érotique) et une stimulation des centres d'énergie en des points précis du corps (shiatsu). La personne soumise prend du plaisir par la tension de la corde qui lui écrase les seins ou les parties génitales. L'intensité des sensations procurées au sujet ligoté est fonction de sa position. Le bondage japonais est connu pour faire appel à des positions dissymétriques qui exagèrent l'impact psychologique du bondage et augmentent la douleur.
Les techniques du bondage « traditionnel » japonais utilisent quant à elles des cordages rugueux d'environ 7 à 10 mètres de longueur et constitués de plusieurs brins en fibres naturelles faites de paille de riz, de chanvre, de jute, ou de coco. Les cordes auront un diamètre de 4 mm à 6 mm. En général, pour le travail au sol (newaza), les cordes utilisées seront d'une épaisseur de 4 à 5 mm, notamment dans le style de Yukimura. Pour le travail en suspension, les cordes seront de 6 mm, pour des raisons de sécurité. En Occident, le bondage est souvent utilisé dans le cadre du BDSM.
L'art martial traditionnel (hojōjutsu) des samouraïs ne fait pas de nœud alors que le bondage japonais actuel, s'inspirant du modèle occidental, fait entre deux et cinq sortes de nœuds simples. Le bondage occidental utilise, quant à lui, des nœuds plus complexes. Avec ses racines profondément ancrées au Japon, enseigné dans le monde entier par des Maîtres (sensei) du bondage, le kinbaku a gagné en popularité.

### Pratiques

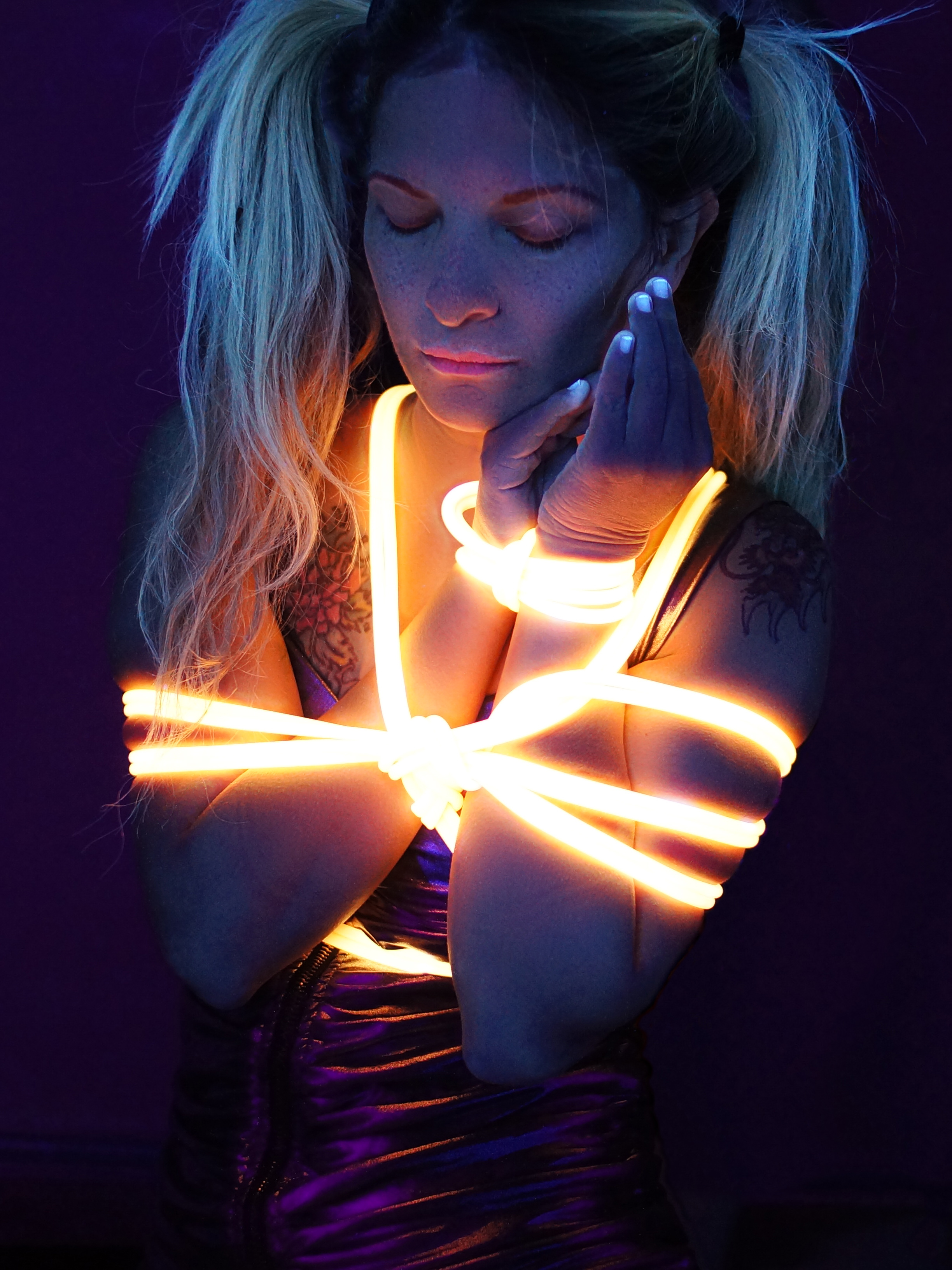
Shibari avec des cordes fluorescentes. Un projet de Beo Beyond et Angela Nawa.

Le kinbaku traditionnel est basé sur des motifs obtenus à l'aide de cordes et dont la plupart trouvent leur origine dans l’hojōjutsu. Parmi les différentes façons de lier, l’ushiro takatekote, le bondage de base, consiste à lier les bras contre la poitrine tout en liant les mains dans le dos. L'ensemble décrit une figure en forme de « U ». C’est la figure la plus importante et la plus fréquemment employée. Une autre façon de faire est l’ebi ou figure de la « crevette », originellement une torture, est actuellement destinée à rendre l'aspect de la personne ainsi liée plus vulnérable et plus soumise au cours des actes BDSM.
Le kinbaku traditionnel se pratique avec des liens de sept mètres de longueur. En raison des différences physiques des participant(e)s dans le BDSM occidental, on utilise plutôt des cordes de huit mètres. Les cordages sont habituellement réalisés en jute ou en chanvre (mais ni en sisal ni en chanvre de manille) spécialement traités pour obtenir une corde à la fois robuste, souple et douce au toucher. D'autres matériaux sont parfois utilisés.
Pour des raisons historiques, le kinbaku utilise rarement les nœuds (parfois pas du tout). S'il y en a, ce sont des nœuds coulants ou des nœuds de blocage qui requièrent tous deux des matériaux à haut pouvoir de friction, donc rugueux. D'après le livre de Nawa Yumio publié en 1964, les nœuds sont considérés comme particulièrement disgracieux. Les ligotages arborant des nœuds n'étaient pas considérés comme du bondage.

## Glossaire

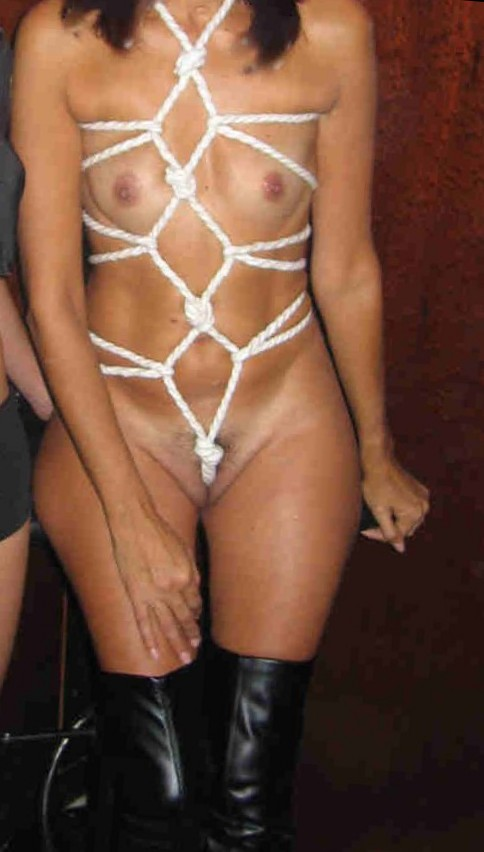
Exemple de motif karada.

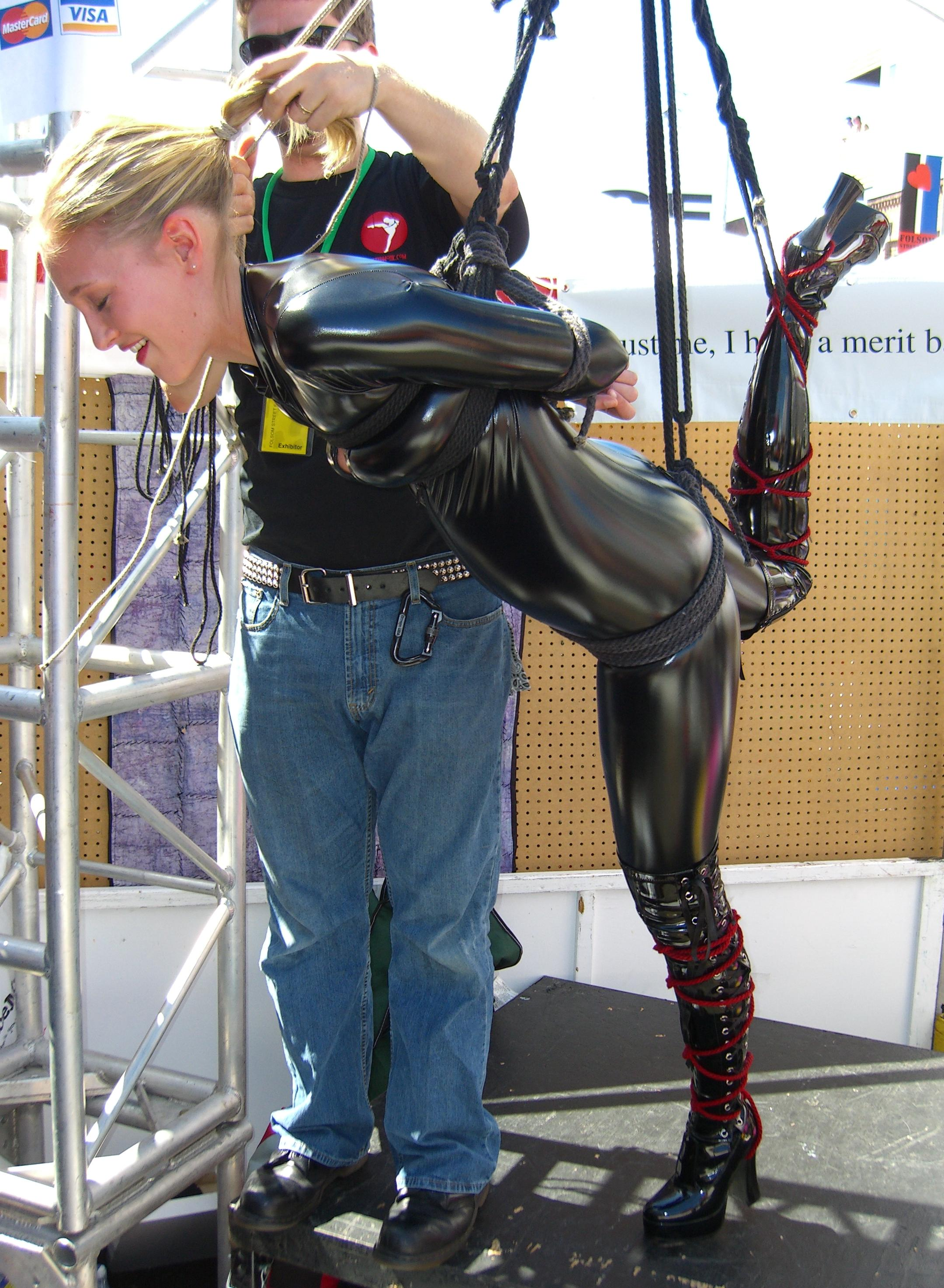
Démonstration d'une suspension partielle.

| Mot japonais          | Signification |
| --------------------- | --- |
| Asanawa               | Corde de jute utilisée traditionnellement pour le ligotage. |
| Agura                 | Comme l'ebi (voir ci-dessous), c'est un ligotage des jambes en tailleur. |
| Ebi                   | Réalise l'image d'une crevette (ligotage des jambes en tailleur, haut du corps ramené vers les jambes). |
| Hishi                 | Entrelacements réalisant l'aspect d'un diamant taillé. Lorsqu'il est réalisé sur toute la surface du corps, on le désigne parfois sous le nom de hishi-kikkou. L'hishi a été répandu par les mangas et autres dessins animés.                                                                                    |
| hojōjutsu             | Art martial consistant à immobiliser un sujet avec des liens. Il était utilisé pour immobiliser rapidement un prisonnier avant même qu'il puisse se défendre. |
| Karada                | Littéralement : « le corps ». Par extension, il désigne le harnais de corde qui enveloppe le corps. |
| Kataashi tsuri        | Suspension par une jambe. |
| Kikkou                | Entrelacement de la corde qui réalise le dessin des écailles d'une carapace de tortue sur la face antérieure du thorax. |
| Kinbaku (緊縛)        | Mot général pour désigner l'Art de ligoter un sujet (bondage) à la japonaise, quelle que soit la technique utilisée. |
| Kotori                | Mot général désignant un petit oiseau, quelle que soit son espèce. Par extension, désigne la suspension. |
| Musubime              | Mot général pour désigner un nœud. |
| Nawa                  | Nom général donné à une corde |
| Nawashi (縄師)        | littéralement: « fabricant de cordes ». Désigne l'artiste passé Maître dans l'art du ligotage (bondageur). |
| Nawa shibari (縄縛り) | (Substantif) le fait d'attacher ou de lier à l'aide d'une corde (un terme « construit » est incorrect et n'existe pas en japonais). |
| Sakuranbo             | Mot signifiant « cerise ». Par extension, il désigne les fesses. |
| Shiatsu               | Mot général pour désigner l'Art de masser les « centres d'énergie ». |
| Shibararetai          | Mot indiquant le désir du sujet d'être ligoté par le Maître. |
| Shibari (縛り)        | Terme général désignant le fait de ligoter un sujet. Souvent employé comme synonyme de kinbaku, il a en fait un sens d'« attacher » plus général que « kinbaku ». |
| Shibaritai            | Mot indiquant le désir du Maître de ligoter le sujet. |
| Shibaru (縛る)        | Attacher ou lier à l'aide d'une corde. |
| Shinju                | Mot signifiant « perles ». Par extension, désigne les seins. Un Shinju est donc un bondage qui n'intéresse que la poitrine. |
| Tazuki                | Entrecroisements réalisant l'aspect d'un harnais. |
| Tsuri                 | Suspension verticale ou horizontale |
| Ushiro takate kote    | Entrave basique pour la plupart des figures shibari consistant à lier les bras et la poitrine en maintenant les mains liées derrière le dos. Nommé box-tie chez les Anglais. Ushiro takatekote est composé des mots ushiro (後ろ, « derrière le dos ») et takatekote (高手小手, « lier les mains et les bras »). |

## Artistes du bondage japonais
- Akechi Denki
- Aika Miura
- Araki Nobuyoshi
- Go Arisue
- Kinoko Hajime
- Naka Akira
- Nureki Chimuo
- Osada Steve
- Sakura Sena
- Sally Yoshino
- Seiu Ito
- Sugiura Norio
- Yukimura Haruki